# ایوان آستین
ایوان آستین (انگلیسی: Evan Austin؛ زادهٔ ۱۰ سپتامبر ۱۹۹۲) ورزشکار ورزش شنا اهل ایالات متحده آمریکا است.

## جوایز
وی در مسابقات کشوری و بین‌المللی در مجموع برندهٔ ۲ مدال طلا، ۱ مدال برنز شده است.